# Мисльонтково
Мисльонтково (пол. Myślątkowo) — село в Польщі, у гміні Орхово Слупецького повіту Великопольського воєводства.
Населення — 224 особи (2011).
У 1975-1998 роках село належало до Конінського воєводства.

## Демографія
Демографічна структура станом на 31 березня 2011 року:
|          | Загалом | Допрацездатний вік | Працездатний вік | Постпрацездатний вік |
| -------- | ------- | ------------------ | ---------------- | -------------------- |
| Чоловіки | 109     | 28                 | 68               | 13                   |
| Жінки    | 115     | 29                 | 65               | 21                   |
| Разом    | 224     | 57                 | 133              | 34                   |